# Bani Haram-moskee
De Bani Haram-moskee (Arabisch: مسجد بني حرام) is een van de historische moskeeën in Medina, Saoedi-Arabië. Het staat in het gebied waar de stam van Bani Haram woonde, en het werd gebruikt als basiskamp tijdens de Slag bij de Gracht. Er wordt ook aangenomen dat het de plaats is waar de profeet Mohammed langskwam voor gebed tijdens het graven van een loopgraaf voor de strijd. Het huis van Jabir ibn Abd Allah, één van Mohammeds metgezellen, bevond zich hier, en men neemt aan dat er verschillende verslagen van wonderen in zijn huis zijn.